# San Ildefonso Pueblo, New Mexico
San Ildefonso Pueblo, New Mexico (енгл. San Ildefonso Pueblo) насељено је место без административног статуса у америчкој савезној држави Њу Мексико.

## Демографија
По попису из 2010. године број становника је 524, што је 66 (14,4%) становника више него 2000. године.
| Група             | 2000.      | 2010.       |
| Белци             | 47 (10,3%) | 49 (9,4%)   |
| Афроамериканци    | 0 (0,0%)   | 0 (0,0%)    |
| Азијати           | 0 (0,0%)   | 0 (0,0%)    |
| Хиспаноамериканци | 48 (10,5%) | 167 (31,9%) |
| Укупно            | 458        | 524         |